# Evangelische Kirche (Wiesbaden-Bierstadt)

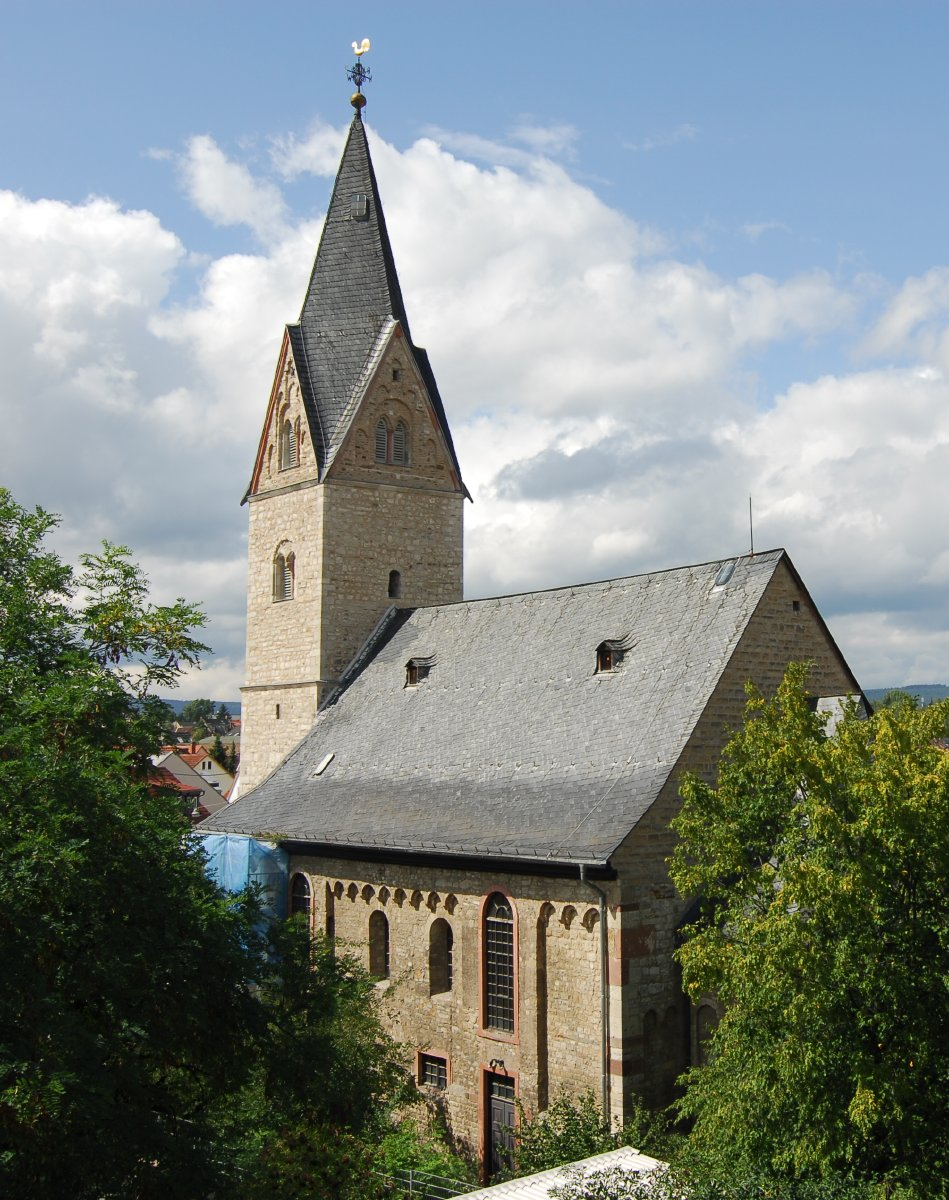
Evangelische Kirche (Wiesbaden-Bierstadt)

Die Evangelische Kirche Wiesbaden-Bierstadt ist ein denkmalgeschütztes Kirchengebäude, das in Wiesbaden-Bierstadt steht, einem Ortsbezirk der kreisfreien Stadt Wiesbaden (Hessen). Die Kirchengemeinde gehört zum Dekanat Wiesbaden in der Propstei Rhein-Main in der Evangelischen Kirche in Hessen und Nassau.

## Beschreibung
Im 11. Jahrhundert wurde der Vorgängerbau durch eine einfache Saalkirche mit Apsis ersetzt. Ein hoher Triumphbogen trennte Chor und Kirchenschiff. Im hinteren Teil der Kirche befand sich das Taufbecken. Stühle oder ein Kirchengestühl gab es noch nicht, während der Heiligen Messe standen die Menschen im Kirchenschiff. Im späten 12. Jahrhundert wurde im Westen der Kirchturm in das Kirchenschiff eingebaut. Sein Rhombendach erhielt er erst am Anfang des 13. Jahrhunderts. In den Chorfenstern befinden sich Fresken aus dem 14. Jahrhundert. Um 1500 wurde ein spätgotischer Flügelaltar von Martin Caldenbach aufgestellt. Auf der Festtagsseite der Flügel sind links die Geburt Christi und rechts die Heiligen Drei Könige dargestellt; die Predella zeigt Jesus mit den Zwölf Aposteln.
Nach dem Dreißigjährigen Krieg wurde die baufällige Kirche 1731–1734 durch Johann Jakob Bager barock umgebaut. Der Innenraum wurde mit einem Tonnengewölbe überspannt. Die Kirche erhielt größere Fenster, ein Portal im Westen, dreiseitige Emporen, sowie einen mächtigen Kanzelaltar und eine Orgel von G. F. Steinmeyer & Co. mit 23 Registern, zwei Manualen und Pedal.